# Andrij Remenjuk
Andrij Serhijovyč Remenjuk (in ucraino Андрій Сергійович Ременюк?; Hnivan', 3 febbraio 1999) è un calciatore ucraino, attaccante dell'Avia Świdnik.

## Carriera
Prodotto del settore giovanile del Karpaty, debutta in prima squadra il 4 marzo 2018 in occasione dell'incontro di Prem"jer-liha perso 3-0 contro lo Šachtar.

## Statistiche

### Presenze e reti nei club
Statistiche aggiornate all'11 dicembre 2021.
| Stagione        | Squadra            | Campionato      | Campionato | Campionato | Coppe nazionali | Coppe nazionali | Coppe nazionali | Coppe continentali | Coppe continentali | Coppe continentali | Altre coppe | Altre coppe | Altre coppe | Totale | Totale |
| Stagione        | Squadra            | Comp            | Pres       | Reti       | Comp            | Pres            | Reti            | Comp               | Pres               | Reti               | Comp        | Pres        | Reti        | Pres   | Reti   |
| --------------- | ------------------ | --------------- | ---------- | ---------- | --------------- | --------------- | --------------- | ------------------ | ------------------ | ------------------ | ----------- | ----------- | ----------- | ------ | ------ |
| 2017-2018       | Karpaty            | PL              | 7          | 0          | CU              | 0               | 0               |                    | -                  | -                  |             | -           | -           | 7      | 0      |
| 2018-2019       | Ruch Vynnyky       | 1L              | 11         | 1          | CU              | 0               | 0               |                    | -                  | -                  |             | -           | -           | 11     | 1      |
| ago. 2019       | Karpaty            | PL              | 1          | 0          | CU              | 0               | 0               |                    | -                  | -                  |             | -           | -           | 1      | 0      |
| 2019-2020       | Kaluš              | 2L              | 13         | 4          | CU              | 2               | 0               |                    | -                  | -                  |             | -           | -           | 15     | 4      |
| 2020-2021       | Kryvbas Kryvyj Rih | 2L              | 17         | 2          | CU              | 0               | 0               |                    | -                  | -                  |             | -           | -           | 17     | 2      |
| 2021-2022       | Metalist 1925      | PL              | 17         | 1          | CU              | 2               | 2               |                    | -                  | -                  |             | -           | -           | 19     | 3      |
| Totale carriera | Totale carriera    | Totale carriera | 66         | 8          |                 | 4               | 2               |                    | -                  | -                  |             | -           | -           | 70     | 10     |